# Општина Гросупље
Општина Гросупље (словен. Grosuplje) је једна од општина Средњесловенска регија у држави Словенији. Седиште општине је истоимени град Гросупље.

## Природне одлике
Рељеф: Општина Гросупље налази се у средишњем делу државе и југозападно од Љубљане. Средишњи део општине заузима Гросупљанска котлина. На северу и југу издиже се брдско-планински крај.
Клима: У општини влада умерено континентална клима.
Воде: У општини нема већих водотока. Постоје и понорнице.

## Становништво
Општина Гросупље густо насељена.

## Насеља општине
| - Бичје - Блечји Врх - Брезје при Гросупљем - Брваце - Церово - Цикава - Чушперк - Добје - Доле при Полици - Долења вас при Полици - Габрје при Илови Гори - Гајниче - Гатина - Горења Вас при Полици - Горњи Рогатец - Градишче - Гросупље | - Храстје при Гросупљем - Худа Полица - Кожљевец - Лобчек - Луче - Мала Илова Гора - Мала Лока при Вишњи Гори - Мала Рачна - Мала Стара Вас - Мала Вас при Гросупљем - Мале Липљене - Мали Конец - Мали Врх при Шмарју - Мало Млачево - Медведица - Парадишче - Пеце | - Печ - Плешивица при Жални - Подгорица при Подтабору - Подгорица при Шмарју - Полица - Понова Вас - Прапроче при Гросупљем - Предоле - Рожник - Села при Шмарју - Сподња Сливница - Сподње Блато - Сподње Дуплице - Св. Јуриј - Шкоцјан - Шмарје-Сап - Тлаке | - Трошчине - Удје - Велика Илова Гора - Велика Лока - Велика Рачна - Велика Стара Вас - Велике Липљене - Велики Врх при Шмарју - Велико Млачево - Вино - Врбичје - Заградец при Гросупљем - Згорња Сливница - Згорње Дуплице - Жална - Железница |